# Xaxim (Santa Catarina)
Pour les articles homonymes, voir Xaxim.
Xaxim est une ville brésilienne de l'ouest de l'État de Santa Catarina.

## Généralités
Les principales activités économiques de la municipalité sont l'élevage et l'industrie agro-alimentaire. La population s'est principalement formée à partir d'immigration allemande, italienne et polonaise. La ville se situe à 556 km de la capitale de l'État, Florianópolis. La température annuelle moyenne est de 17,2 °C.

## Géographie
Xaxim se situe par une latitude de 26° 57′ 42″ sud et par une longitude de 52° 32′ 05″ ouest, à une altitude de 770 mètres.
Sa population était de 25 697 habitants au recensement de 2010. La municipalité s'étend sur 295 km2.
Elle fait partie de la microrégion de Xanxerê, dans la mésorégion Ouest de Santa Catarina.

## Événements
Les principales fêtes de la ville sont : la semaine de la municipalité et le carnaval en février, la fête de São Luiz Gonzaga, patron de la ville, en juin et le rodeio crioulo en octobre.

## Administration
Depuis son émancipation de la municipalité de Chapecó en 1954, Xaxim a successivement été dirigée par :
- Laurindo Dário Lunardi - 1954
- Luiz Lunardi - 1954 à 1959
- Osmar Conte - 1959 à 1964
- André Lunardi - 1964 à 1966
- Rosalvo Ogliari - 1966 à 1970
- Darci Teston - 1970 à 1973
- Nildo Folle - 1973 à 1977
- Ari José Locatelli - 1977
- Santo Valentino Matiello - 1977 à 1983
- Gelson Sorgatto - 1983 à 1988
- Ari José Locatelli - 1989 à 1992
- Alberto Angelo Sordi - 1993 à 1994
- Darci Lopes da Silva - 1994 à 1995
- Cezar Gastão Fonini - 1995
- Edemar Luiz Matiello - 1995 à 1996
- Cezar Gastão Fonini - 1997 à 2004
- Lirio Dagort - 2005 à 2008
- Gilson Luiz Vicenzi - 2009 à aujourd'hui

## Villes voisines
Xaxim est voisine des municipalités (municípios) suivantes :
- Xanxerê
- Arvoredo
- Chapecó
- Cordilheira Alta
- Coronel Freitas
- Lajeado Grande